# Rheinecker Verbindungsbahn
| Fahrplanfeld: | 115c (1957)          |                                                                 |                                                                 |
| Streckenlänge: | 0,816 km             |                                                                 |                                                                 |
| Spurweite: | 1435 mm (Normalspur) |                                                                 |                                                                 |
| Stromsystem: | 500 V ∆              |                                                                 |                                                                 |
| Maximale Neigung: | 19 ‰                 |                                                                 |                                                                 |
| Minimaler Radius: | 150 m                |                                                                 |                                                                 |
| |                      |                                                                 |                                                                 |
| \| \| -0,01 \| Streckenanfang \| Streckenanfang \| \| \| 0,00 \| Rheineck SBB \| Rheineck SBB \| \| \| \| Remise \| \| \| \| \| \| \| \| \| 0,67 \| Rheineck Talstation (Ruderbach) Drahtseilbahn nach Walzenhausen \| Rheineck Talstation (Ruderbach) Drahtseilbahn nach Walzenhausen \| \| \| \| \| \| \| \| 0,81 \| Streckenende \| Streckenende \| |                      |                                                                 |                                                                 |
| | -0,01                | Streckenanfang                                                  | Streckenanfang                                                  |
| U-Bahn-Bahnhof (Strecke außer Betrieb) | 0,00                 | Rheineck SBB                                                    | Rheineck SBB                                                    |
| U-Bahn-Betriebs-/Güterbahnhof Streckenanfang und quer (Strecke außer Betrieb) · U-Bahn-Abzweig geradeaus und nach rechts (Strecke außer Betrieb) |                      | Remise                                                          | Remise                                                          |
| |                      |                                                                 |                                                                 |
| U-Bahn-Bahnhof (Strecke außer Betrieb) | 0,67                 | Rheineck Talstation (Ruderbach) Drahtseilbahn nach Walzenhausen | Rheineck Talstation (Ruderbach) Drahtseilbahn nach Walzenhausen |
| |                      |                                                                 |                                                                 |
| | 0,81                 | Streckenende                                                    | Streckenende                                                    |

Die Rheinecker Verbindungsbahn war eine Strassenbahn, die von 1909 bis 1958 zwischen dem Bahnhof Rheineck und der Talstation Rheineck der Bergbahn Rheineck–Walzenhausen (RhW) verkehrte. Sie war die einzige normalspurige Strassenbahn der Schweiz und mit 672 Metern Betriebslänge auch eine der kürzesten Strassenbahnlinien weltweit. Betreiber war die RhW.

## Geschichte
Die Gemeinde Walzenhausen beabsichtigte Ende des 19. Jahrhunderts einen Bahnanschluss zur Nachbargemeinde Heiden. Da das Vorhaben als zu aufwendig erschien, wurde stattdessen eine Wasserballastbahn nach Rheineck errichtet, die 1896 den Betrieb aufnahm. Aus topographischen Gründen konnte diese nicht bis zum Bahnhof Rheineck durchgeführt werden, sondern endete etwa 700 Meter davor an einer Talstation. Die nach Walzenhausen reisenden Kurgäste mussten diesen Weg daher zu Fuss zurücklegen. 1899 wurde mit einem Fuhrunternehmer ein Vertrag abgeschlossen, so dass in der Sommersaison ein Pferdeomnibus für die Verbindung zur Verfügung stand.
Um einen ganzjährigen Anschluss zur Bergbahn herzustellen, beschloss die RhW die Errichtung einer Strassenbahn zwischen dem Bahnhof und der Talstation. Der hierfür benötigte Platz stand mit der Rheinbegradigung und der Verlegung der Bahnstrecke Chur–Rorschach zur Verfügung. Die Gesellschaft besichtigte bei verschiedenen Betrieben die dort eingesetzten Benzintriebwagen, in der Absicht, solche Fahrzeuge auf der Verbindungsbahn einsetzen zu können. Sie bevorzugte jedoch die Einrichtung eines elektrischen Betriebes.
Nachdem die Kraftwerkgesellschaft Bodensee–Thurtal eine elektrische Leitung ins Rheintal verlegt hatte, fiel die Entscheidung zu Gunsten einer elektrischen Strassenbahn. Da der Lieferant allerdings ankündigte, die Stromzufuhr bei Revisionsarbeiten zu unterbrechen, erwarb die RhW zusätzlich einen Benzin-Triebwagen zur Reserve.
Im Frühjahr 1909 begannen die Bauarbeiten an der 816 Meter langen eingleisigen Strecke, die nach wenigen Wochen abgeschlossen werden konnten. Engpässe beim Wagenhersteller verzögerten die Lieferung der Fahrzeuge und führten zur Verschiebung des Eröffnungstermins auf den 2. Oktober 1909. Die Baukosten beliefen sich auf 184.810 Franken, hiervon entfiel rund ein Drittel auf den Fuhrpark. 23 Prozent der Kosten wurden für den Grundstückserwerb aufgebracht.
Im Ersten Weltkrieg kam es zu einer Verlagerung vom Fremden- auf den Lokalverkehr. Da das Benzin stark rationiert wurde, stellten die umliegenden, teilweise konkurrierenden Autobusbetriebe ihren Betrieb vorübergehend ein. Die RhW, deren benzinbetriebener Triebwagen 1 ebenfalls nicht verkehren konnte, hatte somit enorme Zuwächse im Personen- und Güterverkehr zu verzeichnen. Eine ähnliche Entwicklung ist auch für die Zeit des Zweiten Weltkrieges belegt.
Nach dem Krieg häuften sich die Ausfälle an beiden Wagen zunehmend. Störungen am Motor des Wagens 1 bei gleichzeitiger Untersuchung des Wagens 2 erforderten 1946 den Einsatz von Autobussen auf der Verbindung. Im Folgejahr hatte die große Trockenheit des Sommers 1947 eine Stromknappheit zur Folge und 1949 kam es zum Achsbruch am elektrischen Triebwagen. Gleichzeitig auftretende Probleme mit der Bergbahn führten am 1. Mai 1958 zur kompletten Einstellung des Betriebs auf beiden Bahnen und den Ersatz durch Postautos. Gleichzeitig begann der Umbau zu einer durchgehenden Bahn, die im Bereich der ehemaligen Seilbahn als Zahnradbahn und im Bereich des ehemaligen Trams als Adhäsionsbahn verkehrt. Die Spurweite von 1200 Millimetern entsprach jener der Seilbahn, der Antrieb erfolgt seitdem über eine 500-Volt-Gleichstrom-Fahrleitung. Die Streckenführung wurde beibehalten.

## Betrieb

### Fahrplan und Tarif
Die Bahn verkehrte meist im Anschluss an die Bergbahn, ein Taktfahrplan bestand nicht. Die einfache Fahrt kostete im letzten vollen Betriebsjahr 30 Rappen.

### Strecke
Die insgesamt 816 Meter lange Strecke war eingleisig ausgeführt. Eine zunächst vorgesehene Ausweiche auf halber Streckenlänge wurde nicht verwirklicht, da die Wagen imstande waren, einen kompletten Umlauf einschliesslich Güterumschlag durchzuführen, während die Wassertanks der Bergbahn befüllt wurden. Die Schienen wurden gebraucht von verschiedenen Betrieben gekauft, die unterschiedlichen Profile führten daher zu einem unruhigen Lauf der Fahrzeuge. Die Fahrleitungsanlagen lieferte BBC.
Das Streckengleis begann an einem Güterschuppen der SBB nordwestlich des Rheinecker Bahnhofsgebäudes. Die Bahn führte anschliessend zwischen den SBB-Gleisen und der Bahnhofstrasse zur Talstation Rudenbach der Bergbahn. Das Depot befand sich vermutlich auf einem Gelände zwischen den SBB-Gleisen und der Bahnhofstrasse am südöstlichen Ende der Bahn.

### Wagen
Die RhW setzte auf der Strassenbahn zwei im Antrieb verschiedene Triebwagen ein. Im wagenbaulichen Teil waren die beiden von SWS konstruierten Fahrzeuge weitgehend identisch. Die Länge betrug 11,40 Meter, die Breite von 2,96 Metern. Durch das Überschreiten des Lichtraumprofils war ein Einsatz auf den Strecken der SBB ausdrücklich untersagt. Der Innenraum war zweigeteilt und umfasste ein Personen- sowie ein Gepäckabteil. Beide Wagen verfügten über Zug- und Stossvorrichtungen zur Beförderung von Güterwagen der Eisenbahn. Aus den Bestimmungen der RhW geht jedoch hervor, dass nur Wagen 1 für diesen Transport vorgesehen war, da man ein Überhitzen der Transformatoren in Wagen 2 vermeiden wollte.
Wagen 1 wurde von einem Saurer-Benzinmotor angetrieben, Wagen 2 verkehrte dagegen elektrisch. Die Stromversorgung erfolgte über eine zweipolige 500-Volt-Drehstromfahrleitung, zur Abnahme standen zwei paar Rollenstromabnehmer zur Verfügung.
Beide Wagen wurden mit der Vereinigung beider Bahnen ausrangiert und vor Ort zerlegt.